# 影島香代子
影島 香代子（かげしま かよこ、本名：蓮沼 香代子、旧姓：影島、1971年4月2日 - ）は圭三プロダクション所属のフリーアナウンサー。

## 来歴・人物
- 静岡県富士市出身。身長165cm、血液型O型。既婚。
- 成城大学文芸学部国文学科卒業後、1995年静岡放送（SBS）にアナウンサーとして入社。同期は佐藤理絵、吉田幸真。主にラジオパーソナリティ、ロケ番組のリポーターとして活躍。2002年3月退社。
- パリへ短期留学の後、2002年11月から名古屋テレビ（メ〜テレ）契約アナウンサーになる。2003年『女子アナの穴』で結婚していたことを公表。『ウルたま』では「お局OLしまかげさん」なるキャラクターでVTR出演も。
- 夫の転勤に伴い上京、2004年10月からフリーで活躍。所属事務所にはSBSの同僚だった橋本奈都江・佐藤（現・中村）理絵、メ〜テレの同僚だった山田泰三がいる。
- BSフジ『ポール・スミザー 四季のガーデン生活』では庭づくりに挑戦した。
- 調理師免許、フードコーディネーター、緑花木認定、日本茶アドバイザーの資格を持つ。
- 2007年1月に渡辺篤史の建もの探訪に出演して新居を紹介した。
- 2009年に双子の女児を出産。その年末に放送された國本良博の定年記念番組で古巣SBSに電話出演した。

## 過去の担当番組

### フリー転向後
- 摩訶!ジョーシキの穴（日本テレビ）
- ポール･スミザー 四季のガーデン生活（BSフジ）
- 〜究極の2択クイズコロシアム〜 ホントはどっち! (TBS)
- FNNスーパーニュース（フジテレビ）
- 渡辺篤史の建もの探訪（テレビ朝日）
- 土曜ドラマ・ひとがた流し(NHK)アナウンサー役

### 名古屋テレビ（メ〜テレ）時代
- サンダー5
- メ〜テレワイドスーパーJチャンネル（寿将家の台所）
- スーパーJチャンネル日曜日（キャスター）
- 女子アナの穴
- ウルたま
- バックドロップ（ナレーション）
- WAYAYA丼（司会）

### 静岡放送時代

#### テレビ
- とっとき情報700（司会）
- 土曜望遠鏡
- なるほど静岡◎
- 静岡旅テレ
- 静岡大盛り丼TV
- デートしようよ（月1回）
- 静岡発そこ知り（不定期）
- Soleいいね!（おやつ食べ隊）

#### ラジオ
- うわさのワイド → 猛烈昼下がりアッパレ!ハレハレ
- SBS歌謡ベストテン
- THE BEST30
- やまちゃんの土曜はごきげん
- @THE MUSIC MARKET
- ALL THAT MOVIE（月1回）